# Форрест, Уоррен
Уоррен Лесли Форрест (англ. Warren Leslie Forrest; род. 29 июня 1949, Ванкувер, штат Вашингтон, США) — американский убийца, совершивший в 1974 году на территории округа Кларк (штат Вашингтон) как минимум два убийства молодых девушек. Настоящее количество жертв Фореста неизвестно. Он является основным подозреваемым в совершении  серии убийств как минимум 7 девушек, которые были убиты в период с 7 декабря 1971 года по сентябрь 1974 года. В совершении одного из убийств причастность Уоррена Фореста была доказана в ноябре 2015 года  на основании ДНК-экспертизы, спустя 41 после его ареста.

## Биография
Уоррен Форрест родился 29 июня 1949 года в городе Ванкувер (штат Вашингтон). Детство и юность Форест провёл в социально-благополучной обстановке. Он хорошо учился в школе и был капитаном команды своей школы по лёгкой атлетике. Форрест посещал школу «Fort Vancouver High School», которую окончил в 1967 году. После окончания школы, в сентябре 1967 года Уоррен и его старший брат Марвин были призваны в армию США, и Уоррена отправили на войну во Вьетнаме, где служил стрелком в расчёте, обслуживающего артиллерийские орудия, пулемёты и ракетные комплексы. После демобилизации Уоррен Форест вернулся в Ванкувер, где в августе 1969 года женился на девушке Шерон Энн Харт, с которой он был знаком в школьные годы и которая впоследствии родила ему двух детей. После женитьбы Форрест переехал с женой в город Форт Блисс (штат Техас). В 1970 году Форрест и жена покинули территорию штата Техас и переехали на территорию штата Калифорния, где Уоррен поступил в колледж «North American School of Conservation», расположенный в городе Ньюпорт-Бич. Однако он быстро потерял интерес к учебному процессу и покинул учебное заведение по окончании 1-го учебного семестра. В конце 1970 года Форрест вместе с женой снова вернулся в Ванкувер. Он нашёл работу в Департаменте парков и зон отдыха округа Кларк, где проработал до 1 октября 1974 года
.

## Убийство Кристы Кей Блейк
2 октября 1974 года Уоррен Форрест был арестован по обвинению в совершении похищений, изнасилований и попытке убийств двух девушек. Преступления были совершены в 1974 году. Одна из жертв, 20-летняя Дарья Уайтмен, заявила, что 1 октября 1974 года Форрест встретил её на территории города Портленд (штат Орегон), где заманил её в свой автомобиль обещанием сделать фотосессию. Он отвёз девушку в городской парк и напал на неё, в ходе которого изнасиловал её несколько раз, в том числе в извращённой форме и подверг различным издевательствам, в том числе стреляя в неё дротиками из пневматического пистолета. После этого Форрест отвёз Дарью Уайтмен в город Камас (штат Вашингтон), где недалеко от озера Лакамас нанёс ей 6 ножевых ранений ударом ножа и совершил попытку её удушения. Поле получения ранений Уайтмен потеряла сознание и не подавала признаков жизни, вследствие чего Форрест бросил ее полностью обнажённое тело в кустах, думая, что жертва умерла. Однако Дарья Уайтмен пришла в сознание спустя два часа. Ей удалось покинуть территорию парка и добраться до оживлённых улиц, где её обнаружили прохожие. Дарья была доставлена в больницу, где ей была оказана медицинская помощь. Девушка осталась в живых, после чего поведала полиции о случившемся и дала им описание внешности Уоррена Форреста и отличительные признаки его автомобиля. Уайтмен заявила, что преступник передвигался на фургоне синего цвета марки «Форд» 1973 года выпуска и во время поездки по парку поприветствовал несколько сотрудников парка. Так как парковая зона возле озера находилась под юрисдикцией «Департаменте парков и зон отдыха» округа Кларк, где работал Форрест, полиция предположила что преступник также является сотрудником департамента и ею в первую очередь были проверены алиби всех его сотрудников.
В ходе проверки было установлено, что в день нападения 1 октября Уоррен отсутствовал на рабочем месте, предоставив больничный лист. Так как он владел фургоном синего цвета марки «Форд» 1973 года выпуска и очень хорошо соответствовал описанию внешности преступника, на следующий день после нападения 2 октября 1974 года полиция получила ордер на обыск его дома и автомобиля. В ходе обыска полиция обнаружила в его доме ювелирные украшения и фрагменты одежды, которые принадлежали Дарье Уайтмен. Девушка уверенно идентифицировала его в качестве своего похитителя и насильника по предъявленной ей фотографии. Сам Уоррен Форест не смог предоставить алиби на день совершения преступления, после чего в тот же день он была арестован и ему были предъявлены обвинения. После огласки этой информации в полицию обратилась 15-летняя Норма Джин Кантримен, которая заявила, что также стала жертвой нападения со стороны Форреста. Согласно её свидетельствам, 17 июля 1974 года она пыталась автостопом покинуть город Риджфилд (штат Вашингтон). Она добровольно села в синий фургон Уоррена Форреста, который согласился её подвезти. Во время поездки он напал на неё, в ходе которого избил девушку и подавил таким образом её волю к сопротивлению. Преступник отвёз свою жертву на склоны горы Тукс, где связал её, вставил ей в рот кляп и привязал к дереву, намереваясь убить. Однако Норме удалось избавиться от кляпа и зубами перегрызть путы, после чего она сбежала, спряталась в кустарнике до наступления утра, сумела добраться до оживлённой местности и была спасена. Норма Кантримен также по предъявленной ей фотографии идентифицировала Уоррена в качестве своего похитителя. Однако, несмотря на её показания, Форресту были предъявлены обвинения, связанные с похищением и попыткой убийства Дарьи Уайтмен. Команда адвокатов Фореста до начала открытия судебного процесса подала ходатайство о проведения судебно-психиатрического освидетельствования своего подзащитного. По результатам освидетельствования в январе 1975 года Форрест был признан невменяемым, на основании чего ему было назначено принудительное лечение в психиатрической клинике «Western States Mental Hospital».
16 июля 1976 года в неглубокой могиле двумя туристами недалеко от того места на склонах горы Туск, где, согласно показаниям Нормы Кантримен, Уоррен Форрест привязал её к дереву и намеревался убить, были обнаружены скелетированные останки молодой девушки. В ходе судебно-медицинской экспертизы останков, с помощью метода сравнения рентгеновских снимков челюстей, криминалисты установили, что останки принадлежат 20-летней Кристе Кей Блейк, которая пропала без вести 11 июля 1974 года на территории Ванкувера после того, как пыталась уехать домой автостопом. Свидетели заявили полиции, что перед своим исчезновением девушка села в фургон синего цвета марки «Форд» 1973 года выпуска, за рулём которого находился не известный им молодой мужчина белого цвета кожи. Так как Форрест обладал точно таким же фургоном, он попал под подозрение в причастности к исчезновению и совершении убийства девушки, а также стал подозреваемым в совершении убийств как минимум шести девушек, чьи тела были обнаружены в период с 1971 года по 1974 год на территории округа Кларк. Почти все убитые предпочитали передвигаться автостопом и перед своим исчезновением были замечены на дорогах в попытках остановить проезжающий автомобиль. На футболке, которая принадлежала Кристе Блейк, было обнаружено несколько отверстий, которые по мнению следователей являлись следами от выстрелов пневматического пистолета с дротиками. Такой пистолет был обнаружен среди личных вещей Уоррена Форреста после его ареста в 1974 году, с помощью которого он стрелял в жертву Дарью Уайтмен.
Во время расследования полиция установила, что 11 июля 1974 года, в день исчезновения Кристы Кей Блейк, Уоррен Форрест не работал и не имел алиби. Его мать Долорес Форрест заявила, что часть того дня Уоррен провёл дома, но покинул его рано вечером 11 июля и вернулся домой только лишь рано утром следующего дня. Так как на остатках одежды и костях останков девушки не было обнаружено следов от ударов ножа и следов от пуль, судебно-медицинский эксперт, проводивший осмотр останков, пришёл к выводу, что девушка предположительно погибла от удушения. На основании этих весьма косвенных доказательств и не совсем достоверных свидетельских показаний, в 1978 году Уоррену Форресту было предъявлено обвинение в совершении убийства Кристы Блейк. Свою вину он не признал. Несмотря на то, что, начиная с 1975 года, он находился в психиатрической клинике по причине невменяемости, в октябре 1978 года Форрест и его адвокат Дональд Грегг заявили о том, что психическое состояние Форреста резко улучшилось. Уоррен выразил желание на судебном процессе защищать самого себя, после чего подал ходатайство о проведении повторной судебно-медицинской экспертизы. Его ходатайство было удовлетворено. По результатам экспертизы было принято решение о прекращении применения принудительных мер медицинского характера по причине выздоровления Уоррена Фореста.

## Суд
Судебный процесс открылся в начале 1979 года, но вскоре был приостановлен на неопределённый срок. Команда защиты Форреста подала ходатайство о переносе судебного процесса с территории округа Кларк на территорию округа Каулиц в связи с тем, что интенсивная огласка по делу убийств девушек на территории округа Кларк, как и сам эффект гласности, по их мнению, способствует социальным предрассудкам в деле его осуждения и он не получит справедливого суда. Ходатайство было удовлетворено. Место проведения судебного процесса было изменено и судебный процесс был возобновлён в начале апреля 1979 года на территории округа Каулиц.
Уоррен Форрест не признал свою вину и заявил, что вечером 11 июля 1974 года находился дома вместе со своей женой и своими родителями. Его алиби неожиданно для многих подтвердила его мать. На одном из судебных заседаний Долорес Форест заявила суду, что вечером 11 июля Уоррен находился дома с женой Шерон и не покидал его территорию после 23 часов, в то время когда по версии следствия Криста Блейк села в фургон синего цвета и пропала без вести. Однако показания Долорес Форест были признаны недостоверными и были подвергнуты сомнению, так как она изменила свои первоначальные показания. Ранее мать Фореста утверждала, что вечером 11 июля Уоррен уехал из дома и не появлялся в нём до утра следующего дня.
На судебном процессе в качестве свидетелей обвинения выступили несколько человек, которые заявили, что в разное время видели Уоррена Форреста вместе с погибшей. Так, Синди Биррер, подруга Кристы Блейк, заявила суду, что Форрест был знаком со своей жертвой. Согласно её свидетельствам, весной 1974 года она вместе с Блейк на территории одного из парков Ванкувера встречалась с Форрестом, который передвигался на фургоне синего цвета. Дел Шлихерт, коллега Форреста, заявил суду о том, что вечером 11 июля 1974 года встретил Уоррена, который ехал по дороге за рулём своего фургона. Шлихерт настаивал на том, что на пассажирском месте фургона находилась девушка, которую он идентифицировал в суде как Криста Блейк. Фред Садуссо, сожитель Кристы Блейк и отец её ребенка, был последним, кто видел девушку живой. Он заявил в суде, что Блейк была седьмым ребенком в семье из 12 детей, выросла в социально-неблагополучной обстановке и демонстрировала признаки психического расстройства. После окончания школы в 1972 году она переехала из Калифорнии в Ванкувер, в котором проживала одна из её сестер, после чего познакомилась с ним и забеременела. По словам Садуссо, вследствие материальных трудностей они были вынуждены отдать ребёнка в приёмную семью. Вечером 11 июля 1974 года он и Криста Блейк провели несколько часов у него дома, после чего она покинула его, так как собиралась уехать в Орегон (штат Портленд), где по её словам проживал знакомый человек, который якобы должен был ей отдать деньги. Садуссо утверждал, что Криста Блейк собиралась уехать автостопом и села в фургон синего цвета марки форд, за рулём которого находился белый мужчина с длинными волосами, лицо которого он не смог рассмотреть. Показания свидетелей обвинения были подвергнуты сомнениям, так как Синди Биррер и Фред Садуссо дали разные описания деталей внешнего вида фургона, под описание которого фургон Уоррена Фореста совсем не подходил.
На одном из судебных заседаний показания против Форреста дали его выжившие жертвы — Дарья Уайтмен и Норма Кантримен, которые идентифицировали Форреста в суде в качестве своих похитителей. Сам Уоррен Форест признал свою вину в похищении Дарьи Уайтмен и попытке её убийства. Он вынужденно признал, что после возвращения с Вьетнамской войны стал демонстрировать признаки посттравматического стрессового расстройства, но категорически настаивал на своей непричастности к совершению убийства Кристы Блейк и похищении Нормы Кантримен. Прокуратура в свою очередь настаивала на его виновности, так как во всех преступлениях преступник продемонстрировал выраженный ему образ действия. В конце концов, несмотря на массу противоречивых данных и несостыковок в этом судебном процессе, 20 апреля 1979 года жюри присяжных вынесло вердикт о виновности Форреста, после чего суд приговорил его к уголовному наказанию в виде пожизненного лишения свободы с правом условно-досрочного освобождения.
После вынесения приговора Форест был этапирован для отбытия наказания в тюрьму «Washington State Penitentiary», которая расположена в городе Уолла-Уолла. В начале 1982 года он подал апелляцию, которая была отклонена в октябре того же года.

## Последующие события
Начиная с 2011 года Уоррен Форрест несколько раз подавал ходатайства на условно-досрочное освобождение, но ему всегда было отказано. В апреле 2014 года 64-летний Уоррен Форрест подал очередное ходатайство, но ему снова было отказано. Своё решение об отказе совет по условно-досрочному освобождению аргументировал тем, что за десятилетия, которые Форрест отбыл в тюремном заключении, он оставался подозреваемым в совершении других убийств и похищений девушек.
В разные годы Форрест поведал несколько версий относительно событий, при которых была убита Криста Кей Блейк и похищена Дарья Уайтмен. Он отказался от сотрудничества со следствием,  опасаясь возможного дополнительного судебного преследования за совершение других преступлений, а факты уголовного дела и его роль в преступлениях с годами стали всё более запутанными.
В 2017 году на очередных слушаниях по его условно-досрочному освобождению Форрест признался в совершении убийства Кристы Кей Блейк, а также похищений Дарьи Уайтмен и Нормы Кантримен. Он заявил, что во время убийства Блейк находился в состоянии глубокой депрессии, испытывал сильный стресс и страдал проявлением навязчивых грёз, которые заменили ему обычную жизнь и мешали нормальному межличностному и профессиональному функционированию. Форрест утверждал, что изначально не собирался убивать девушку, но в конечном итоге убил её после того, как она оказала сопротивление и попыталась сбежать. Также Форрест чистосердечно признался в том, что в период с 1971 года по 1974 год совершил в общей сложности 16 нападений, во время которых пострадали 17 девушек. Несмотря на это, он утверждал, что, кроме убийства Кристы Блейк, больше убийств он не совершал. Уоррен Форрест выразил раскаяние в содеянном, но его ходатайство было отклонено и ему было запрещено подавать подобные ходатайства до марта 2022 года. Совет по условно-досрочному освобождению заявил, что он продолжает представлять опасность для общества в случае освобождения и за почти 40 лет заключения под стражей добился минимального прогресса в выявлении и изучении искажений в своём поведении, которые способствовали его решению участвовать в убийстве.
В декабре 2019 года Уоррену Форресту было предъявлено обвинение в совершении убийства 17-летней Марты Моррисон, которая пропала без вести в сентябре 1974 года на территории города Портленд (штат Орегон). Её скелетированные останки были обнаружены 12 октября того же года на территории округа Кларк на расстоянии 8 миль от горы Туск, где было найдено тело Кристы Блейк. Останки девушки не были идентифицированы, и она несколько десятилетий проходила в уголовном деле под кодовым именем «Джейн Доу». В 2010 году её сводный брат Майкл Моррисон связался с полицией города Юджин (штат Орегон) с просьбой провести ДНК-экспертизу останков неопознанных жертв убийств с целью возможного установления судьбы сестры. В 2014 году следователи начали проверку вещественных доказательств из уголовного дела Форреста, чтобы определить, могут ли они быть использованы в нераскрытых преступлениях.
Судебно-медицинские эксперты из криминалистической лаборатории полиции штата Вашингтон в ходе ДНК-экспертизы выделили частичный профиль ДНК из пятен крови, которые были обнаружены на пневматическом пистолете, изъятый у Форреста после ареста в 1974 году и использованный им во время пыток Дарьи Уайтмен после её похищения. Используя данные ДНК сводного брата Марты Моррисон, её сестры и эксгумированного тела её отца, следователи смогли идентифицировать останки Моррисон 23 ноября 2015 года и таким образом установить причастность Уоррена Форреста к совершению этого убийства.
В январе 2020 года 70-летний Уоррен Форрест спустя 40 лет после осуждения в совершении убийства Кристы Блейк покинул тюрьму и вернулся на территорию округа Кларк. Его поместили в окружную тюрьму «Clark county jail», где он находился в ожидании судебного процесса. 7 февраля 2020 года Форрест появился в суде на предварительных судебных слушаниях, где не признал себя виновным. Дата открытия судебного процесса была назначена на 6 апреля того же года, однако впоследствии дата открытия судебного процесса несколько раз откладывалась на неопределённый срок из-за пандемии COVID-19, благодаря чему суд над Форрестом начался лишь в начале 2023 года.
1 февраля того же года жюри присяжных заседателей признало его виновным в совершении убийства Марты Моррисон, после чего 17 февраля 2023 года суд приговорил его к ещё одному пожизненному сроку с правом условно-досрочного освобождения. На судебных заседаниях Форрест не пожелал рассказать суду и представителям прокуратуры округа Кларк о своей причастности к совершению других убийств, но выразил своё мнение на счёт того, что убитые и пропавшие без вести девушки были сами виноваты в своей гибели вследствие своей маргинальности, так как, по его мнению, девушки, выросшие в социально-благополучной атмосфере не путешествуют автостопом и не садятся в автомобиль к незнакомцам.

## Возможные жертвы
Прокуратура округа Кларк подозревала Уоррена Форреста к причастности к убийствам и исчезновениям ещё как минимум 5 девушек. Все жертвы являлись молодыми девушками белого цвета кожи. Убийства и похищения произошли в период с 1971 года по 1974 год. В совершении всех преступлений убийца продемонстрировал выраженный ему образ действия, схожий с тем, который был продемонстрирован Уорреном Форрестом во время убийства Кристы Кей и похищения Дарьи Уайтмен.
В список других потенциальных жертв Фореста вошли 5 девушек:
- 16-летняя Джейми Рошель Гриссим. Девушка выросла в социально-благополучной обстановке. Она была ученицей школы «Fort Vancouver High School», где характеризовалась крайне положительно. 7 декабря 1971 года Гриссим пропала без вести после того, как покинула школу и отправилась домой. В ходе мероприятий по её поиску полицией был найдены ряд её личных вещей, сумочка и её удостоверение личности на расстоянии 22 километров от места расположения ее школы, где она была замечена живой и невредимой в последний раз. В конечном итоге полиция выдвинула версию, согласно которой Джейми Гриссим сбежала из дома и покинула территорию штата Вашингтон, однако в последующие годы местонахождение девушки не было установлено и её судьба осталась неизвестной. Так как недалеко от места обнаружения её личных вещей были найдены захоронения Марты Моррисон и Кэрол Валенсуэла, полицию изменила версию исчезновения девушки. Согласно версии прокуратуры округа Кларк, Джейми Гриссим была похищена и убита Уорреном Форрестом[25][26][27].
- 18-летняя Барбара Энн Дерри. Пропала без вести 11 февраля 1972 года. В последний раз девушка была замечена на шоссе в попытке автостопом уехать из Ванкувера в город Голдендейл, где она проживала до переезда в Ванкувер с целью поступить в колледж. Её труп был обнаружен 29 марта того же года в северной части округа Кларк. Девушка погибла от ножевого ранения, которое нанёс ей преступник в область грудной клетки[25][26][28].
- 14-летняя Дайан Гилхрист. Пропала без вести 29 мая 1974 года в районе Даунтауна Ванкувера. Девочка училась в 9-м классе школы «Shumway Junior High School» и никогда не была замечена в проявлении девиантного поведения. Родители Дайаны заявили полиции, что она покинула дом через окно своей спальни на втором этаже дома и пропала. Её местонахождение в последующие годы установлено не было и её дальнейшая судьба осталась неизвестной[25][26][29].
- 19-летняя Глория Кнатсон. Пропала без вести 31 мая 1974 года. Девушка училась в 12-м классе школы «Hudson Bay High School». В ходе расследования её исчезновения полиция опросила несколько её друзей и подруг, которые поведали ряд сведений о том, как Кнатсон провела день 31 мая. Подруга Глории утверждала, что она пригласила её на праздник по поводу своего новоселья 30 мая 1974 года, но Кнатсон отказалась. Эта же девушка утверждала, что Глория вечером в тот же день посетила ночной клуб «Red Caboose», где её заметили сразу несколько знакомых. Один из знакомых парней Глории заявил полиции о том, что Глория обратилась к нему за помощью в 4 часа утра 31 мая, заявив о том, что некто совершил попытку её изнасилования, после чего она стала подвергаться преследованию со стороны этого преступника. Молодой человек утверждал, что Кнатсон просила его отвезти её домой, однако в его автомобиле не было бензина, из-за чего расстроенная Глория пешком отправилась домой и пропала без вести. Скелетированные останки девушки были обнаружены рыбаком в лесистой местности рядом с озером Лакамас на территории округа Кларк 9 мая 1978 года[25][26][30].
- 20-летняя Кэрол Валенсуэла. Пропала без вести 4 августа 1974 года во время поездки из города Камас в Ванкувер автостопом. Девушка не была представительницей маргинального слоя общества и не была замечена в занятии проституцией. Валенсуэла была замужем и на момент исчезновения воспитывала вместе со своим мужем 10-месячных близнецов. 12 октября 1974 года в лесистой местности на окраине Ванкувера охотником был обнаружен её скелетированный труп. Помимо Уоррена Форреста, подозреваемым в совершении убийства Кэрол Валенсуэла был известный серийный убийца Тед Банди. Несмотря на то, что незадолго до казни в январе 1989 года Банди дал признательные показания детективу Роберту Кеппелу в совершении нескольких десятков убийств, по словам Кеппела, вину за совершение убийства Кэрол Валенсуэла Банди не признал[25][26][31].